# コモロ国

コモロ国
État comorien（フランス語）
دولة جزر القمر（アラビア語）

コモロ国（コモロこく、フランス語: État comorien）は、かつてコモロに存在した国家である。

## 解説
1973年、フランスとの間で1978年に独立する合意が成立したものの、1975年にコモロ議会は一方的に独立を宣言した。コモロの初代大統領アーメド・アブダラは、イスラム教徒で無神論者のアリ・ソイリが起こしたクーデターによって国家元首の座から追放された。ソイリの政権下では、国家の近代化を目的とした社会主義の理念を掲げた。しかし、1978年にフランス人傭兵であるボブ・ディナールがクーデターを起こしてソイリを失脚させ、その最中でソイリは射殺された。傭兵はアブダラを権力の座に復帰させ 、傭兵は政府の要人となった。同時に国号を、イスラム共和制国家であることを示すコモロ・イスラム連邦共和国へと変更した。